# Udvar (település)
Udvar (horvátul: Dvor, németül: Udwo) község Baranya vármegyében, a Mohácsi járásban, Mohácstól délre, 10 km-re az 56-os főút végén. Határátkelő Horvátországba.

## Története
Udvar környéke már a római korban is lakott volt, itt ment keresztül a régi Aquincum és Mursa közötti római hadiút. Nevét 1448-ban Wdwarth formában írták. A falu helyén egykor kastély vagy udvarház állhatott, valószínűleg onnan kaphatta nevét. A település a török időket nem vészelte át, elpusztult.
A 18. században német lakosokkal települt újra a falu. Ekkor a bellyei uradalomhoz tartozó főhercegi birtok volt.
Udvar a 20. század elején Baranya vármegye Mohácsi járásához tartozott.
A trianoni békeszerződésben az új magyar határt a falu mellett húzták meg, így tulajdonképpen a házakhoz tartozó kertek végén húzódik a határ. Ez az délszláv háborúkor veszélyforrás okozója lett. Ugyanis a taposóaknák egy része valószínűleg a magyar oldalra került, emiatt a helyiek saját kertjeikbe sem mertek kimenni. 2012-ben megtörtént a teljes aknamentesítés.

## Közélete

### Polgármesterei
- 1990–1994: Fischer Antalné (KDNP)[6]
- 1994–1998: Fischer Antalné (független)[7]
- 1999–2002: Dr. Schnalm Mária (független német kisebbségi)[8]
- 2002–2006: Fischer Antalné (független német kisebbségi)[9]
- 2006–2010: Fischer Antalné (független)[10]
- 2010–2014: Fischer Antalné (független)[11]
- 2014–2019: Frischmann József (független)[12]
- 2019–2024: Frischmann József (független)[13]
- 2024– : Frischmann József (független)[1]

A településen az 1998. október 18-i önkormányzati választás keretében nem lehetett polgármester-választást tartani, mert a posztra egyetlen ember sem jelöltette magát. Az emiatt szükségessé vált időközi polgármester-választást 1999. május 9-én tartották meg, három jelölt részvételével.

## Népesség
A település népességének változása:
| Lakosok száma | 132  | 120  | 113  | 103  | 97   | 127  | 122  | 117  |
|               | 2013 | 2014 | 2015 | 2019 | 2021 | 2022 | 2023 | 2024 |

Az 1910-es népszámláláskor 408 lakosa volt, ebből 17 magyar, 381 német, 9 szerb nemzetiségű. Vallás szerinti megoszlásuk: 392 római katolikus, 9 görög ortodox.
A 2001-es népszámláláskor 197 lakosa volt, melyből 41,8% német, 5,1%-a horvát, a többi magyar volt. 2008. január 1-én 159 volt a lakosság lélekszáma.
A 2011-es népszámlálás során a lakosok 99,3%-a magyarnak, 0,7% cigánynak, 3,5% horvátnak, 55,3% németnek mondta magát (0,7% nem nyilatkozott; a kettős identitások miatt a végösszeg nagyobb lehet 100%-nál). A vallási megoszlás a következő volt: római katolikus 89,4%, református 5%, evangélikus 0,7%, görögkatolikus 0,7%, felekezeten kívüli 0,7% (2,8% nem nyilatkozott).
2022-ben a lakosság 92,1%-a vallotta magát magyarnak, 34,6% németnek, 0,8% cigánynak, 0,8% lengyelnek, 1,6% egyéb, nem hazai nemzetiségűnek (5,5% nem nyilatkozott; a kettős identitások miatt a végösszeg nagyobb lehet 100%-nál). Vallásuk szerint 76,4% volt római katolikus, 3,1% református, 5,5% felekezeten kívüli (14,2% nem válaszolt).

## Nevezetességei
- Római katolikus temploma
- Német Tájház